# Recardães e Espinhel
Recardães e Espinhel (oficialmente: União das Freguesias de Recardães e Espinhel) é uma freguesia portuguesa do município de Águeda, com 19,92 km² de área e 5755 habitantes (censo de 2021). A sua densidade populacional é 288,9 hab./km².

## História
Foi constituída em 2013, no âmbito de uma reforma administrativa nacional, pela agregação das antigas freguesias de Recardães e Espinhel com sede em Recardães.

## Demografia
A população registada nos censos foi:
| Distribuição da População por Grupos Etários | Distribuição da População por Grupos Etários | Distribuição da População por Grupos Etários | Distribuição da População por Grupos Etários | Distribuição da População por Grupos Etários | Distribuição da População por Grupos Etários |
| -------------------------------------------- | -------------------------------------------- | -------------------------------------------- | -------------------------------------------- | -------------------------------------------- | -------------------------------------------- |
| Antes da agregação                           |                                              |                                              |                                              |                                              |                                              |
| Ano                                          | 0-14 anos                                    | 15-24 anos                                   | 25-64 anos                                   | >= 65 anos                                   | Total                                        |
| 2001                                         | 992                                          | 936                                          | 3379                                         | 813                                          | 6120                                         |
| 2011                                         | 807                                          | 700                                          | 3436                                         | 1093                                         | 6036                                         |
| Após a agregação                             |                                              |                                              |                                              |                                              |                                              |
| Ano                                          | 0-14 anos                                    | 15-24 anos                                   | 25-64 anos                                   | >= 65 anos                                   | Total                                        |
| 2021                                         | 650                                          | 546                                          | 3055                                         | 1504                                         | 5755                                         |

## Lugares

### Antiga freguesia de Recardães
- Póvoas (Igreja, Laceira, Marta, Poço e Carvalha)
- Randam
- Brejo
- Fujacos
- Crasto
- Recardães (vila)
- Casainho de Cima
- Vale do Senhor
- Pinheiro Manso
- Além da Ponte
- Corga
- Sardão (parte)

### Antiga freguesia de Espinhel
- Casainho de Baixo
- Casal de Álvaro
- Espinhel (vila)
- Oronhe
- Paradela
- Vascos
- Piedade